# Église Saint-Jacques de Millstadt
Pour les articles homonymes, voir Église Saint-Jacques.
L’église Saint-Jacques (anglais : St James Church) est un édifice religieux catholique du milieu du XIXe siècle situé à Millstadt (Illinois), aux États-Unis.

## Situation et accès
L’édifice est situé entre l’avenue Washington, la rue Lafayette, la rue Madison et la rue Tyler, au nord-ouest de la ville de Millstadt, et plus largement à l’ouest du comté de Saint Clair.

## Histoire
La construction de l’église est achevée en 1851. La mission y est alors transférée.

## Structure
L’édifice est construit en briques avec une toiture de couleur vert-de-gris.